# -nomie
Die Endung -nomie geht zurück auf altgriechisch νόμος nómos, deutsch ‚Gesetz, Verordnung, Regel, Sitte, Brauch‘ und bedeutet oft die Erforschung der Regelhaftigkeit bzw. der (Natur-)Gesetzmäßigkeiten einer Sache. Wie bei Wörtern mit der Endung -logie ist oft die Wissenschaft von etwas gemeint, jedoch häufiger auch nichtwissenschaftliche oder anwendungsbezogene Bereiche. Die Verwendung dieser Endung ist meist historisch bedingt und vereinzelt nicht logisch korrekt.
Bereiche, deren Bezeichnungen sich nur darin unterscheiden, dass die eine auf -nomie und die andere auf -logie endet, haben oft keine Schnittmengen (zum Beispiel Gastrologie und Gastronomie, Ökologie und Ökonomie). In Einzelfällen grenzen die beiden Endungen auch wissenschaftliche von nicht-wissenschaftlichen oder veralteten Traditionen ab, wie bsw. bei Physiologie und Physiognomie. Ein Gegenbeispiel ist die Astrologie und Astronomie, wobei letztere die Wissenschaft und erstere den nicht-wissenschaftlichen Anwendungsbereich bezeichnet.

## Liste
- Aeronomie = Lehre von der Luft, Teilgebiet der Meteorologie
- Agronomie = Ackerbaulehre, Landwirtschaftswissenschaft
- Anomie = Zustand der Gesetzlosigkeit
- Antinomie = logischer Widerspruch
- Astronomie = Sternkunde, naturwissenschaftliche Himmelskunde
  - Gammaastronomie
  - Radioastronomie
  - Röntgenastronomie
  - Stellarastronomie
- Autonomie = Selbstbestimmung
  - Privatautonomie
  - Tarifautonomie
  - Schilddrüsenautonomie
- Biostratinomie = Lehre von der Anordnung der Fossilien
- Eidonomie = Lehre von der äußeren Gestalt eines Organismus
- Ergonomie = (Teil der) Arbeitswissenschaft
- Gastronomie = gewerbliche Kochkunst
  - Erlebnisgastronomie
- Haptonomie = alternativmedizinisches Verfahren
- Heteronomie = Fremdbestimmung
- Holonomie = Begriff in der Mathematik
- Homonomie = Gleichheit von Teilen (Biologie)
- Isonomie = politische Gleichheit
- Ökonomie = Wirtschaft(swissenschaft)
  - Makroökonomie
  - Mikroökonomie
  - Nationalökonomie = Volkswirtschaft(slehre)
  - Sozialökonomie
  - Umweltökonomie
- Paranomie = Verwendung von falschen Bezeichnungen
- Physionomie = Lehre von den Naturgesetzen
- Taxonomie = Systematisierung
- Teleonomie = (scheinbare) Zielgerichtetheit
- Theonomie = Bestimmung durch göttliches Gesetz